# Ectoedemia groschkei
Ectoedemia groschkei là một loài bướm đêm thuộc họ Nepticulidae. Nó được tìm thấy ở miền nam Mediterranean Region.
Có ba lứa một năm.
Ấu trùng ăn Vitex agnus-castus. Chúng ăn lá nơi chúng làm tổ. 